# 국립공원연구원
국립공원연구원(國立公園硏究院, National Park Research Institute)은 국립공원(자연·경관·역사·문화 등)의 조사·모니터링, 분석, 평가 및 국립공원제도, 탐방문화, 국립공원 관련 사회·인문·환경 등의 정책연구를 통한 체계적이고 과학적인 공원관리 방안 제시로 국립공원 자원 보전과 지속가능한 이용을 도모하기 위해 설립된 국립공원공단 산하 연구기관이다. 강원특별자치도 원주시 단구로 171에 위치한다.

## 연혁
- 1997년 8월 11일 자원조사연구팀 신설
- 2000년 1월 18일 정책연구팀으로 개편
- 2001년 1월 15일 자연생태연구소로 개편
- 2004년 1월 30일 국립공원연구소로 개편
- 2005년 11월 28일 국립공원연구원으로 확대 개편(종복원센터 및 철새연구센터 편입)
- 2007년 8월 9일 종복원센터 직제분리, 해양연구센터 신설
- 2009년 8월 25일 유류오염연구센터 신설

## 같이 보기
- 국립공원
- 국립공원공단